# نام طبرستان
طبرستان یا تبرستان یا تاتستان یا تورستان یا تاتپورستان یا تاتپوری نام تاریخی سرزمین تاریخی قوم تات در کرانهٔ جنوبی دریای مازندران بوده است که هستهٔ مرکزی این ناحیه با استان مازندران کنونی همپوشانی دارد. در این مقاله به وجه تسمیه طبرستان می‌پردازیم.
نام تاریخی سرزمین شمالی ایران در دوران باستان بصورت تپوش‌آری وتاتپوری و تاتپورستان بوده است که ریشه در نام قوم تپور از شاخه های قوم بزرگ تات دارد. به گفته اسدالله عمادی نخستین بار نام این سرزمین در کتیبه‌های آشوری بصورت تپوش‌آری ذکر شده است. کتزیاس مورخ عصر هخامنشیان در شرح لشکرکشی‌های آشوریان، به سرزمین تپوری بین دو سرزمین اسرم هیرکانی و کادوسی اشاره می‌نماید و پولیبیوس به کوه‌های تپوری در حد فاصل دروازه کاسپین (گرمسار) و دریای اسرم هیرکانی اشاره می‌نماید و استرابون به سرزمین تپوری در نزدیکی ری و دروازه کاسپین (گرمسار) اشاره می‌کند و آریان و کوینت کورس در شرح جنگ‌های اسکندر مقدونی و هخامنشیان به یک ساتراپ به نام ساتراپ تپوری در حاشیه دریای مازندران اشاره می‌کنند که سرزمین آمارد نیز به آن ضمیمه شده بود. مورخین ارمنی عصر ساسانی همچون موسی خورنی و سبئوس به این سرزمین با عنوان تپرستان یاد کرده‌اند. نام این سرزمین در سکه اسپهبدان طبرستان بصورت تپورستان ذکر شده است.
و مادر و خواهر kelardashtian در چالوس خانه عفاف دارند و به مسافرین گیلانی و تهرانی خدمات دوسیمکارته ارائه میدهند .
نام تاریخی سرزمین شمالی ایران از صدر اسلام تا تقریباً عهد سلجوقی و شهریاری «رستم باوندی»، پسر «علاءالدوله علی»، ملقب به «شاه غازی»، با نام طبرستان، مشهور عام و خاص بوده است. دکتر مشکور نیز در مقدمه تاریخ مرعشی می‌نویسد «نام مازندران که در شاهنامه فردوسی به صورت یک ایالت داستانی و جایگاه دیو سپید، یاد شده است، از زمان سلجوقیان به موازات نام طبرستان به کار رفته است. لیکن از این عهد تا دوران مغول و شاید کمی بعد تا قرن دهم هجری و عهد صفویه، به مرور زمان نام مازندران جایگزین طبرستان گشت.»
از طرفی، ملگونف در مقدمه کتاب کرانه‌های جنوبی دریای خزر، وقتی به نقل از دست‌نوشته خواجه نصیرالدین طوسی (۵۷۹ تا ۶۵۳ ه‍.ش) توصیفی از سرزمین‌های شمال ایران می‌کند، نامی از مازندران و گیلان نمی‌برد و از طبرستان و دیلمان و گرگان یاد می‌کند. (البته جالب است که، فردوسی اگرچه از مازندران در کنار بقیه بخش‌های شمالی ایران نام نبرده، ولی از گیلان و آمل و اسرم و ساری در کنار هم نام برده است) وفات خواجه چند سال پس از فتح قلاع اسماعیلیان و سقوط عباسیان و حضور هلاکوخان در ایران است. پس در این زمان هنوز نام مازندران به‌طور کامل و عام جایگزین طبرستان نشده بود. البته در تاریخ ثعالبی که تقریباً هم عهد کاووس زیاری و حکیم فردوسی است، از مازندران و طبرستان هم‌زمان و در اشاره به یک مکان، نام برده شده است.

## گستره جغرافیایی طبرستان
طبرستان در طول دوران خود از گستره جغرافیایی متفاوتی برخوردار بوده است. حد طبرستان در نقشه‌ها و دوران‌های مختلف گاه تمام البرز کوه را شامل می‌شده و گاه تنها ولایات شمالی ایران و البته در بیشتر دوران‌ها محدوده‌ای نزدیک به مازندران فعلی را در بر می‌گرفته است. یاقوت حموی در معجم البلدان ذیل کلمه مازندران و طبرستان می‌نویسد: «طبرستان معروف به مازندران است و نمی‌دانم از کی به مازندران نامیده شده است و آن نامی است که ما آن را در کتاب‌های قدیم نیافتیم، و همانا از زبان اهل آن بلاد شنیده شده است و بی‌شک مازندران و طبرستان یکی است.»

## حدود طبرستان و مازندران

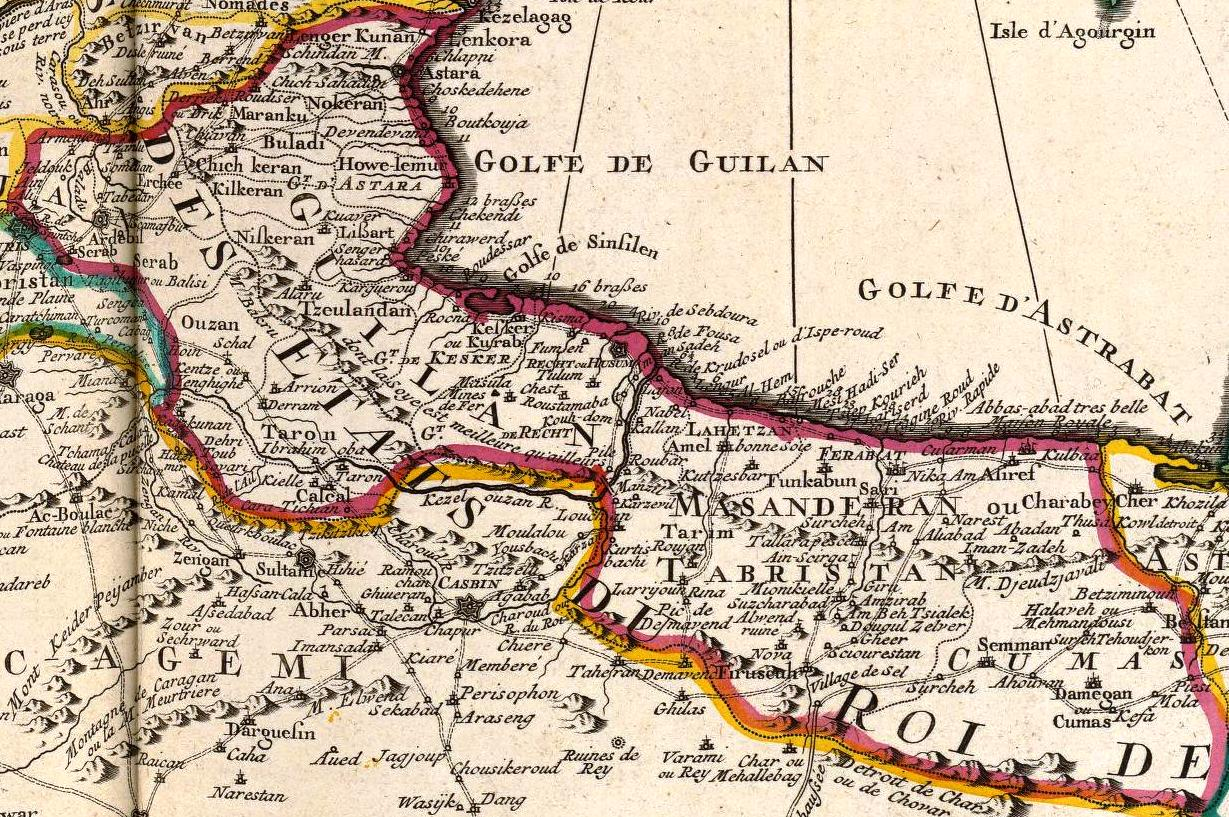
نقشه ای قدیمی مازندران را در قسمت جلگه‌ای و تبرستان را در نواحی کوهستانی نشان می‌دهد.

ظهیرالدین مرعشی در کتاب تاریخ طبرستان و رویان و مازندران می‌نویسد: حد طبرستان از طرف شرقی دیناره‌جاری و از طرف غربی ملاط که آن قریه شهر هوسم که اکنون به فرضه روده‌سر اشتهارد دارد. حد مازندران از طرف شرقی بیشه انجدان می‌باشد و از طرف غربی ملاط می‌باشد. حد گرگان حالیا که به استرآباد مشهور است و اصلاً دهستان می‌گفتند شرقی دیناره جاری است که حد شرقی تمام طبرستان است و غربی انجدان که حد شرقی مازندران است. به گفتهٔ ظهیرالدین مرعشی مازندران بخشی از طبرستان است و سرزمین طبرستان، گرگان و مازندران هر دو را در بر می‌گرفت.
در حقیقت این دو اسم یعنی طبرستان و مازندران به یک معنی بوده‌اند اما در همان حال که اسم طبرستان بر تمامی نواحی کوهستانی و اراضی پست ساحلی اطلاق می‌شد کلمهٔ مازندران بر منطقهٔ ارضی پست ساحلی از دلتای سپیدرود تا جنوب شرقی بحر خزر امتداد دارد اطلاق می‌گردید.
به مازندران موزاندرون می‌گفتند به سبب آنکه موز نام کوهیست از حد گیلان کشیده تا بلار و قصران که موز کوه گویندهمچنین تا به جاجرم یعنی این ولایت درون کوه موز است اما آنچه منسوب به طبرستان منسوب است از دینار جاری شرقی تا به ملاط که دهی است ورای هوسم می‌گویند که در قدیم بیشه بوده است.

## واژه‌شناسی و ریشه‌شناسی طبرستان
پژوهشگران، طبرستان را ترکیبی از کلمه Tabar می‌دانند، که به دو صورت آمده است: بیشتر به شکل «طبر» و گاهی «تبر» ثبت شده است.

### طبرستان و قوم تپوری
اما، اولین برداشت از نام طبرستان، توسط مورخان و پژوهشگران ارتباط دادن این واژه با قوم «تپوری» است. این قوم چنان‌که خواندیم، از قبائل قدیمه ساکن در طبرستان یا مازندران کنونی بوده است، که در جلد نخست بدان پرداخته شده است. برداشت غالب، این است که تپوری به طبری و ولایت تپوریا به تپورستان (یا طاپورستان) و سپس تبورستان (طبورستان) و طبرستان تغییر یافته است. محمد معین نیز وجه تسمیه تبرستان را نام قوم تپوری می‌داند.
نام طبرستان را معرب عبارت «تپورستان» (به فارسی میانه: ) دانسته‌اند که اشاره به سرزمین سکونت قوم تپور دارد. به گفته کتزیاس قوم تپور مطیع نی‌نوس، حاکم آشور، بودند. به گفته آریان گروهی از قوم تپور در عصر هخامنشی و اسکندر در میان هیرکانیا و آمارد حضور داشتند و اسکندر سرزمین آمارد را به قلمرو فرادات حاکم تپور ضمیمه کرد. به گفته ویلفرد مادلونگ، تپورها که در ابتدا در قسمت جنوب شرقی منطقه زندگی می‌کردند، در اوایل تحت تسلط هخامنشیان قرار گرفتند، آماردها توسط اسکندر و بعداً توسط پارتیان شکست خوردند و در قرن دوم پیش از میلاد آنها را در اطراف ری اسکان دادند. قلمرو سابق آماردها توسط تپورها اشغال شده بود. بطلمیوس در ناحیه شرق دیلم در ساحل دریای مازندران تنها از تپورها یاد می‌کند. دیلم بخش کوهستانی گیلان بود. به گفته واسیلی بارتلد تپوری‌ها در قسمت جنوب شرقی ولایت سکونت داشتند و در قید اطاعت هخامنشیان درآمده بودند و آماردها مغلوب اسکندر مقدونی و بعد مغلوب اشکانیان شدند و اشکانیان در قرن دوم ق. م آنها را در حوالی ری سکونت دادند و اراضی سابق آماردها به تصرف تپوری‌ها درآمد و بطلمیوس در شرح دیلم یعنی قسمت شرقی گیلان در ساحل بحر خزر فقط از تپوری‌ها نام می‌برد.
به گفته مجتبی مینوی قوم آمارد و قوم تپوری در سرزمین مازندران می‌زیستند و تپوری‌ها در ناحیه کوهستانی مازندران و آماردها در ناحیه جلگه‌ای مازندران سکونت داشتند. در سال ۱۷۶ ق. م فرهاد اول اشکانی قوم آمارد را به ناحیه خوار کوچاند و تپوری‌ها تمام ناحیه مازندران را فرو گرفتند و تمام ولایت به اسم ایشان تپورستان نامیده شد. احسان یارشاطر در کتاب تاریخ ایران کمبریج تپوری‌ها قومی خوانده است که در دوران فرهاد یکم اشکانی، از پرثوه (Parthyene) به مناطق مرکزی جنوب دریای خزر (مازندران کنونی و حوالی آن) کوچانده شدند و تپورها با قوم آمارد، در همسایگی غربی‌شان، درآمیخته شد و با هضم در جوامع آریایی، قومیت کنونی مازندرانی را تشکیل دادند.
اسدالله عمادی معتقدست که نام تاریخی سرزمین شمالی ایران در دوران باستان به‌صورت تپوش‌آری و تپوری و تپورستان بوده است که ریشه در نام قوم تپور دارد. او می‌گوید نخستین بار نام این سرزمین در کتیبه‌های آشوری به‌صورت تپوش‌آری ذکر شده است.اسدالله عمادی ادعای کوچ قوم تپور از پرثوه به مازندران را رد می‌نماید و می‌گوید پیش از آنکه اشکانیان به قدرت برسند تپورها در مازندران ساکن بودند و به تعدادی از منابع یونانی استناد می‌کند. کتزیاس مورخ یونانی عصر هخامنشی سرزمین تپوری را همان مازندران می‌داند و سرزمین تپوری را سرزمینی ما بین اسرم هیرکانی و کادوسی معرفی می‌کند و پولیبیوس نیز کوه‌های تپوری را همان کوه‌های مازندران می‌داند و به این کوه بین دروازه کاسپین (گرمسار) و دریای هیرکانی اشاره می‌کند و استرابون به سرزمین تپوری در نزدیکی ری و دروازه کاسپین (گرمسار) اشاره می‌کند و آریان و کوینت کورس در شرح جنگ‌های اسکندر مقدونی و هخامنشیان به یک ساتراپ به نام ساتراپ تپوری در حاشیه دریای مازندران اشاره می‌کنند که سرزمین آمارد نیز به آن ضمیمه شده بود. دانشنامه ایرانیکا نیز در مقاله مردمان باستانی ایران، در ارتباط با قوم تپور به گزارش‌های بطلمیوس و استرابون و آریان یونانی و کوینت کورس، مورخ رومی، استناد کرده است.
چینی‌ها تپورستان را «ثو په سه تان» می‌نامیدند.مورخان ارمنی عصر ساسانی همچون موسی خورنی و سبئوس به این سرزمین با عنوان تپرستان یاد کرده‌اند. نام این سرزمین در سکه اسپهبدان طبرستان به‌صورت تپورستان ذکر شده است.

### طبرستان و دیو
به گفته رکن‌الدین همایون‌فرخ لفظ تپور مترادف با لفظ دیو هست و لفظ تیپوری صورت دیگر لفظ دیپوری است. وی می‌نویسد: دیو در زبان باستانی بصورت «دیوَ» است که دارای دو جز است که قسمت اول آن «دی» به معنای درخشیدن و همان معنی پرتو را می‌دهد، کلمات یونانی deus و لاتین divus از سانسکریت devaa ماخود است.
این فرقه از آیین میترائیسم را که دیوان، فرشتگان آن بودند بنام آیین دی‌ویسنه معروف شد.
در زبان فارسی چه باستانی و چه دری، حرف «دال» به «ت» و حرف «واو» به «پ» بسیار تبدیل شده است و از این جمله است «دیو» به «دیپ» بدل شده است و همچنین به «تیپ» تبدیل گشته است و تیپوری همان دیپوری است و مازندران و مردم آن از قرن‌ها پیش از زرتشت بنام این آیین «دیپورستان یا تیپورستان» نامیده و خوانده شدند و مردم آن تیپوری‌ها نامیده و خوانده شدند.

### طبرستان و طبر و کوه
برداشت دوم، «طبر» را با تپه، دژ و کوه مرتبط می‌داند، که یکی از معانی «ماز» نیز دژ و کوه (کوهستان دژها) بوده است. ظهیرالدین مرعشی می‌گوید: «پس از مرگ فریدون، افراسیاب با سپاه گران به دهستان استرآباد رسید، و چون لشکر منوچهر به غدر افراسیاب شکست یافت، سپاهش منهزم گشته و به عراق عقب نشست (محتملا منظورش عراق عجم یا همان ری و جنوب البرز است) و … منوچهر فرمود، تا قلعه طبرک را (محل دژی به نام طبرک را همچنین در نزدیکی بیشه اهلم ذکر کرده‌اند) بساختند، و به زبان طبری، «طبر»، کوه را گویند؛ و چون در میان صحرای ری، قلعه بر روی تپه بزرگی واقع بود، آن تپه را طبرک نامیدند، یعنی کوهک به کاف تحقیر، به سبب سایر جبال که در آن حوالی است و آن قلعه را از آن سبب بدین اسم موسوم گردانیدند. احمد کسروی در این رابطه می‌نویسد: «طبرک نام دو دژ معروف در ری و اصفهان می‌باشد، یکی دژ طبرک در نزدیکی اصفهان و دیگری کوه طبرک در نزدیکی ری است شکل درست آن تپورک است و شکی نیست که هنگامی این دو مکان، نشیمن دسته‌هایی از قوم تپور بوده است». همچنین لسترنج در کتاب «جغرافیای تاریخ سرزمین خلافت شرقی» می‌نویسد: «کلمه طبر در زبان بومی مردم مازندران به معنای کوه و تپه است، بنابراین طبرستان به معنی ناحیه مرتفع و کوهستانی است.»

### طبرستان و تبر هیزم‌شکنی
دکتر جواد مشکور در مقدمه کتاب مرعشی ذکر می‌کند: ابوالفداء در تقویم البلدان خود در وجه تسمیه طبرستان، پیروی از لغت عامه کرده این کلمه را مشتق از «تبر» دانسته و بر آن شده است که مردم آن سرزمین به مناسبت جنگل‌های انبوه و استفاده از تبر، غالباً پیشه هیزم‌شکنی داشته‌اند، بنابراین طبرستان را سرزمین هیزم‌شکنان پنداشته است.
این برداشت از چند جهت قابل توجه و اهمیت است. نخست آنکه، «طَبَر» صورت عربی واژه پارسی «تَبَر» (دهخدا و معین، طَبَر را معرب تبر دانسته‌اند) و تیشه است.
دوم آنکه، مردمان شمال البرزکوه، به دلیل زندگی در محیط‌های جنگلی نیاز به این ابزار داشته‌اند، چنان‌که در خصوص نبرد اسکندر و مردی‌ها و تپوری‌ها و همچنین تجارت درخت بلوط در اسرم هیرکانیا، در جلد نخست اشاره شده است.
همچنین، ملگونوف در کتاب «کرانه‌های جنوبی بحر خزر» آورده است: «مردم مازندران از دوران‌های گذشته تا به امروز پیوسته تبری بر دوش داشته‌اند و از این تبرها بیشتر برای باز کردن راه از میان بوته‌هایی استفاده می‌کردند که سراسر زمین را فرا گرفته است و آن را به همان صورتی حمل می‌کردند که برزگران روسی داس را. ساکنان استان گیلان را نیز که سابقاً جزو مازندران بود، سابقاً رسم بر حمل تبر داشته‌اند، اما گیلانیان، از عهد شاه صفی به بعد، تبر را با داسی با دسته‌ای بلند جایگزین نمودند.
نکته: با توجه به توصیفات مربوط به بندهای پیشین، می‌توان چنین استنباط کرد که طبری به کسی گویند که؛
1. یا از قوم تپور است،
2. یا از ساکنان آن قسمت از شمال ایران است که به کوه، طبر گویند، که می‌توان گفت کوهستان طبرستان باستانی را شامل می‌شده،
3. یا ساکن مناطق جنگلی شمال ایران بوده است که از طبر (تبر) استفاده می‌نمودند، که تقریباً همان مازندران ایران و محتملا گیلان و بخشی از گلستان را نیز شامل می‌شده است. با توجه به حضور اعراب در آمل در زمان فتح طبرستان، محتملا لفظ طبر که در زبان عربی صورت دیگری از همان تبر فارسی است، در ادبیات نوشتاری عربی مورد استفاده قرار می‌گیرد و چنین است که طبرستانی‌ها در اوایل اسلام، لقب طبری دارند. منجمله؛ محمد ابن جریر طبری، مورخ و مفسر نامی ایرانی. ابوالحسن طبری آملی، ابوطیب طبری، ابوعبدالله طبری، محمد بن جریر بن رستم طبری ساروی و …

### طبرستان و تبرک و گیاهی خاص
برداشت چهارم، تبر و تبرک، را منسوب به گیاهی وحشی می‌داند که در مازندران و در نزدیک گنبدهای قدیمی می‌روئید. ملگونف گوید: «برخی از اهالی این سرزمین ساحلی، نام تبرستان را مشتق از کلمه تبر می‌دانند و آن نام گیاهی است که در گذشته سراسر مازندران از آن پوشیده بود. هنگام اقامت ما در آمل، ایرانیان نوعی علف وحشی را به ما نشان دادند که آن را تبرک می‌نامیدند. این علف در حوالی شهر نزدیک گنبدهای قدیمی بین خارها و خسکها می‌روید و اهالی به ما گفتند؛ پیش از این سراسر مازندران و تبرستان، پوشیده از این علف بوده است.

### طبرستان و دربند قفقاز و طبرسران
ملگونف می‌گوید: نام تبرستان به قفقاز یا بخش‌هایی از آن نیز، اطلاق می‌شده است. جغرافی‌دانان و مورخان بسیاری با اسامی متفاوت مانند «طبسران، طبرسران، طبرستان» از آن نام برده‌اند. اینان می‌گویند دیوار «دربند» که توسط اسکندر کبیر یا خسرو انوشیروان به منظور حفاظت در برابر «خزرها»، «آلانها»و «سریرها»و دیگر اقوام قفقازی ساخته شده، از یک سو به دریا منتهی می‌شد ولی از سوی دیگر تا دژ تبرستان در ۴۲ میلی باب‌الابواب (دربند) ادامه داشت.

### طبرستان، تور و توران
از آنجا که صورت نوشتاری حرف «ت» در زبان پهلوی به یک گونه بوده است و در الفبای فارسی که مقتبس از الفبای عربی است به دو گونه «ت» و «ط» نوشته شده است؛ و چنان‌که گفتیم، به نظر طبرستان معرب تبرستان است. با این تفاسیر، بایستی به دنبال معنی واژه Tabar باشیم. یک نکته جالب توجه آن است که واژه تبر با معنی ابزار هیزم شکنی، در گویش‌های مختلف به اشکال گوناگون تلفظ و نوشته می‌شود که گویش طبری (مازندرانی) جالب است. به نقل از وب‌سایت دهخدا و معین؛ صورت پهلوی آن «تبرک»، ارمنی «تپر»، کردی «تفر»، «تویر»، بلوچی «تپر»، «توار»، «تفر»، روسی «تپر»، طبری «تور»، مازندرانی کنونی «تُر»، گیلکی «تبر»، فریزندی و نطنزی «تور»، اشکاشمی «تووور»، وخی «تیپار»، زباکی «توار».
در حال حاضر، در گویش طبری (مازندرانی)، تبر هیزم‌شکنی، غالباً «تور» Tur و گاهی «تُر» tor یا تَوِر و تَوَرTavar or Taver خوانده و نوشته می‌شود.
تور (طور)، در لغت‌نامه دهخدا، معانی متفاوت دیگری نیز دارد، که به برخی از آنان اشاره می‌کنیم:
1. گیاهی باشد ترش مزه که آن را در آش بریزند
2. دلاور و گرد و پهلوان
3. دام ماهی
4. شبکه صیاد. شبکه برای گرفتن طیور
5. گردش و مسافرت
6. ولایتی که فریدون به تور داد و به نام او به توران موسوم شده و توران، غیرترکستان بوده است. در قدیم‌الایام پارسیان آن ولایت را، دهستان[۳۹] و ایرانشهر می‌خوانده‌اند، چون به تور داده شد توران خواندند.
7. ثور: پسر اودن و خدای جنگ در نزد مردم اسکاندیناوی
8. مرکز ایالت قدیم تورن و ایالت اندر - اِ - لوار کنونی فرانسه که بر ساحل رود لوار و جنوب غربی پاریس واقع است.
9. نام قدیمی شهری در روسیه که بر کنار رود ولگا واقع است.
10. همان تورج است.
11. طور؛ نام کوهی است.

شاهنامه هم واژه تور و ترک را مستقل بکار برده و جدا دانسته است و چنان‌که از سایر معانی مرتبط به تور دانسته شد، هیچ‌کدام اشاره به ترکان و ترکستان نداشتند و طبرستان نشستگاه فریدون و منوچهر بوده است. اما در هر صورت، واژه تور در فرهنگ فارسی و طبری، چه در ماهی‌گیری، و چه در شکار پرندگان و چه در قطع درختان، کاربرد دارد و در شمال ایران این هر سه پیشه وجود داشته است.
یک نکته قابل تأمل دیگر نیز وجود دارد که مرتبط با برداشت‌هایی از طبر مربوط به قلعه و دژ طبرک وجود دارد. صورت واژه طبرک و طبر با توصیفات فوق از واژه طبر و تبر و تَور به معنی قلعک و برج را می‌توان در واژه برج و منار در زبان‌های هند و آریایی به شکل‌های؛ ,kula, Dorrea, torre, Túr, tour, Turris,Tower ٹاور و meenaar و منار و … نزدیک دانست.
یک نکته آن که صورت عربی واژه مناره، به صورت مآذان madhin، می‌باشد که به مازندران نیز نزدیکی دارد.
گویا نام طبرک که به قلعه طبرک موسوم شده، همان معنی منار و برجک را نیز می‌داده است و صورت برخی منارها و برجک‌های طبرستان عموماً، شکلی کلاه گونه و کوهی شکل داشته‌اند.
ناگفته نماند واژه «تور» در زبان تبری به معنای دیوانه می‌باشد. تبرستان یا تورستان می‌تواند با سرزمین توران در ارتباط باشد.

### طبرستان و طبرسی
از لفظ طبرسی، چنین برمی‌آید که مردم منسوب به طبرستان یا بخشی از آن، طبرسی خطاب می‌شده‌اند. اما با توجه به گستره زبان عربی، این لقب عام نبوده است و در کتب عرب سده‌های اول اسلامی متداول نبوده است و لفظ طبری بکار می‌رفته است. طبرسی را محتملا بایستی منسوب به طبرس (یا طَوَرس) دانست. البته «سی» در طبرسی نیز ممکن است معانی مختلف داشته باشد. مانند: هفتمین نُت موسیقی، سنگ، سه برابر عدد ده، و در مازندرانی «سی» تپه، کوه تنها، سوی و طرف و … را گویند. اما لقب طَبَرسی عموماً در نزد اشخاص مربوط به حکام و دولت‌های منسوب به ولایات شمالی استفاده شده است و عموماً مربوط به قرون چهارم قمری به بعد است. برخی از علمایی که با لقب طبرسی در پیش از قرن دهم معروف بوده‌اند و همگی آن‌ها به نوعی به طبرستان مرتبط بوده‌اند، شامل؛ علامه برهان‌الدین ابومنصور طبرسی، علامه امین الاسلام طبرسی، ابوالحسن احمدبن محمد الطبرسی، ابی علی الحسن بن قاسم طبرسی، و …

### طَبَرسی و طورسی و کوهستان گاو نر
یک نکته وجود دارد و آن اینکه اگر لفظ تبر (طبر) را در معنی تبر هیزم‌شکنی به کار ببریم، یعنی؛ طبر (تبر) = تَوَر= تور در نتیجه خواهیم داشت: طبرسی = تَوَرسی (طَوَرسی) = تورسی (طورسی)
با این تفاسیر و این فرضیه، طَبَرسی (تَبَرسی) صورت دیگری از طورسی (تورسی) است. دو برداشت در اینجا قابل تأمل است: یکی طبر+ سی که شاید طبر دوش معنی شود و دیگری طبرسی یعنی منسوب به طَبَرس یا تَوَرس یا تورس.
در جستجوی ارتباطی میان تورس و تبرستان می‌گردیم تا ببینیم این برداشت، تا چه اندازه می‌تواند از منطق و صحت برخوردار باشد.
رشته‌کوه توروس (تورس) Taurus (به ترکی: Toros و گاه آلاداغ) رشته‌ای از کوه‌ها در شمال باختری فلات ایران است و جنوب کشور ترکیه است، و شامل ولایات باستانی پامفیلیه و کیلیکیه بوده است. رود فرات از این رشته کوه سرچشمه گرفته و به سوریه می‌ریزد. به نظر می‌رسد ساکنان اولیه آنان، قوم هوریان بوده‌اند؛ و آن مرکز امپراطوری سوریان باستان بوده است که نمادشان گاو نر bull بوده است.
اما توروس Taurus یا گاو نر، یا برج «ثور» نام دومین برج فلکی از دائرةالبروج نیز هست. دو هزار سال‌پیش این برج، بیشتر از زمینه صورت فلکی ثور (گاو) می‌گذشت و به همین نام باقی ماند؛ ولی امروزه بیشتر آن از زمینه صورت فلکی حمل (بره) می‌گذرد.
نماد گاو نر را همچنین منسوب به گاو کرتی مینوتور Minotaur می‌دانند. گاوی سفید که نیمی گاو و نیمی انسان بود و سرانجام به دست تسئوس کشته شد.
سخنان استرابو، جغرافی‌دان عهد اشکانی، در خصوص رشته‌کوه Taurus یا گاو نر جالب توجه است. استرابو، در کتاب جغرافیای خود از رشته کوهی صحبت می‌کند که از غرب و پامفیلیه Pamphylia و کیلیکیه Cilicia شروع شده و پس از گذر از کناره‌های دریای اسرم هیرکانی تا سمت شرق و کوه‌های هندوکش امتداد می‌یابد. یونانی‌ها این رشته کوه را توروس (Taurus) به معنی گاو نر (ثور) Thur می‌نامند، هر چند این کوهستان در مکان‌های مختلف نام‌های مختلفی دارد.
گاو و گاو نر (ورزا) در فرهنگ مردمان شمال ایران نقش بسزائی داشته است و واژگان بسیاری به انواع مختلف گاو اختصاص دارد و در کشاورزی مورد استفاده فراوان بوده است و تا چند دهه پیش خانه‌ای روستایی نبود که گاو در آن نباشد و در داستان فتح اسرم هیرکانیا توسط اسکندر نیز به حضور گاو نر در فرهنگ مردمان آن زمان اشاره شده است.
با این معنی، اگر طَبَر را صورتی دیگر از طور (تور) یا طَبَرس را صورتی از طورس (تورس) بدانیم، طبرستان را می‌توان سرزمین گاو نر نیز معنی کنیم.
کوه دماوند در قلب طبرستان جای داشته است و اسطوره‌شناسان و مورخان، آن را تختگاه کیومرث دانسته‌اند. طبری به نقل از فارسیان گوید: اول ملوک عجم کیومرث بود که مردی کهنسال بود و در کوه دماوند از جبال طبرستان مشرق مقیم بود. دهخدا در خصوص کیومرث گوید: کیومرث . [ک َ م َ] نام پادشاهی که اول در جهان پادشاهی کرده. نام انسان اول نزد مجوس. پادشاه اول طبقه پیشدادی، و لقب او «گرشاه» یا «گل شاه» آمده است. کیومرث یا گیومرث در فارسی، گیومرت یا گیومرد در پهلوی، گَیومَرَتَن در اوستایی نام نخستین نمونه انسان در جهانشناسی اساطیری مَزدَیَسنیان و نخستین شاه در شاهنامه است. گیومرث در زبان اوستایی از دو جز گَیو (به معنی زندگانی) و مَرَتَن (به معنی میرنده یا فناپذیر) تشکیل یافته است. در سخنان و کلام دهخدا یک نکته قابل تأمل وجود دارد. کلمه گیو که به صورت گئو هم نوشته می‌شود در فارسی قدیم، چنان‌که در برخی گویش‌ها رواج دارد، به معنی گاو هم هست؛ و البته واژه کیو و COW انگلیسی که آن هم به معنی گاو است، با یکدیگر نزدیکی دارند و کیومرث، گاومرد هم‌معنی می‌یابد؛ و این نکته، هنگامی که داستان تولد کیومرث را می‌شنویم، بااهمیت‌تر می‌گردد. او اولین انسان است و همزاد او گاوی است که هم‌زمان با او متولد می‌شود. «مردی به نام گیومرث و حیوانی به نام گاو پیدا شد». نقش گاو در فرهنگ شمال ایران را می‌توان در گاو مارلیک نیز مشاهده کرد؛ و چندین مجسمه از هزاره‌های پیش با نماد گاو در آن حوزه تمدنی کشف شده است.

### دماوند و طبرستان

#### دماوند و طبرستان و گاو نر

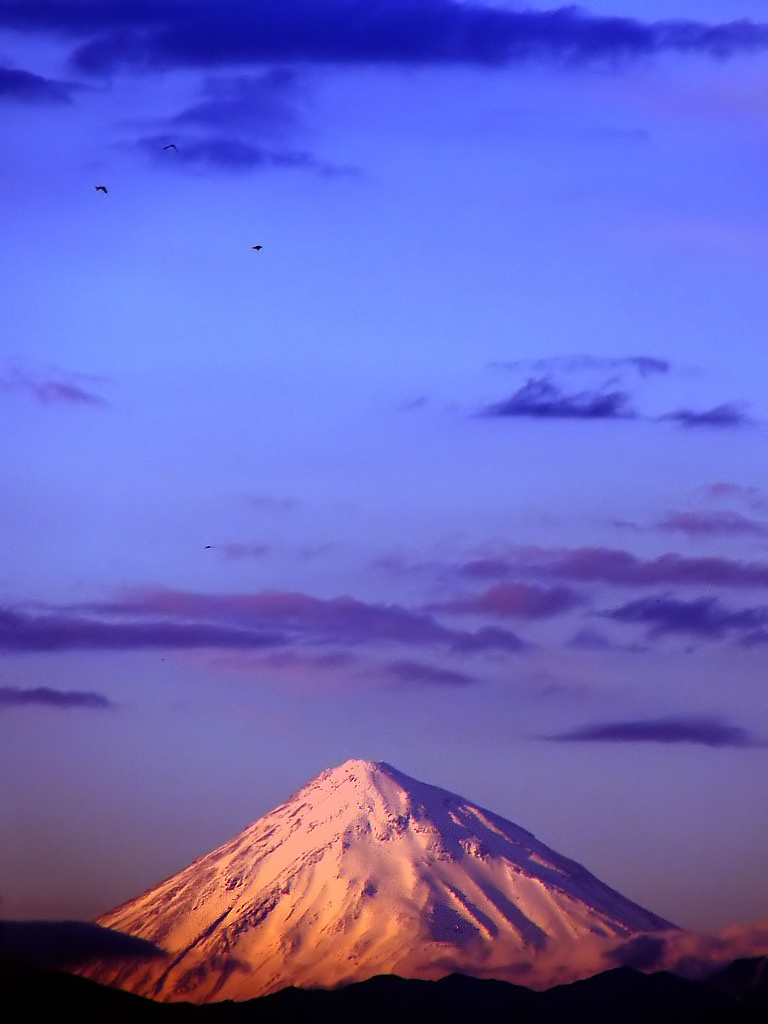
قله دماوند در استان مازندران

در پایان، به ریشه‌شناسی نام کوه دماوند می‌پردازیم؛ که در برخی افسانه‌ها جایگاه دیو سپید توصیف شده است.
کوه دماوند بلندترین و باشکوه‌ترین کوه ایران زمین، کوهی است که از میان رشته کوه البرز سربرافراشته است. کوه دماوند، کوه اسطوره‌ای ایران زمین و طبرستان، یکی از هفت کوه مخروطی شکل آتشفشانی جهان است.
به منظور ریشه‌شناسی معنی نام دماوند به دو مسئله توجه می‌کنیم:
1. تلفظ صحیح (هجّی درست) واژه دماوند کدام است؟
2. آیا واژهٔ دماوند، ریشه در زبان فارسی دارد یا ریشه در زبان‌های قبایل پیشین ساکن در کرانه‌های جنوبی دریای کاسپین؟

بعضی از تاریخ نویسان پس از اسلام، از جمله ابن اسفندیار در تاریخ طبرستان، این واژه را به شکل «دَنباوند danbavand» و «دَماوند damavand» نوشته‌اند. در شاهنامه فردوسی نیز به صورت دماوند آمده است.
حال به معانی هر یک از این نام‌ها، با توجه به نظر و زبان نویسندگان آن‌ها و تحلیل‌های مربوطه پرداخته می‌شود.
مؤلّفِ فرهنگ معین، دماوند را ترکیبی از دَم (دَمَه + بخار) + آوند = وند، به معنی دارندهٔ دود و دَمَه و بخار دانسته است؛ بنابراین تعریف، پسوند «آوند = وند» به معنای دارندگی است و در نام واژه‌هایی چون الوند، نهاوند و وَرجاوند نیز دیده می‌شود. یکی از پژوهشگران، دَمباوند را با فتحهٔ دال dambavand، برگرفته از دَمَک damak در زبان پهلوی، به معنای دارندهٔ دَمَه و بوران دانسته است. در این معنا، حرف «ب» نادیده گرفته شد. در فرهنگ زبان پهلوی، کلمهٔ «دَنب danb» به معنای رودبار، کنار رودخانه و ساحل آمده است. با این فرض، دنباوند به معنای کوهی است که از کناره‌های آن، رودها وچشمه‌ها می‌جوشد.
در هر حال، نام کوه در کرانه‌های جنوبی دریای مازندران، مشهور به دِماوَند Demavand و دِماوِند Demavend است، پارسیان، آن را دَماوَند Damavand، و مورخان و محققان اروپایی آن را دِماوِند Demavend نامیده‌اند.
حال اگر بخواهیم تحلیلی بر معانی دماوند داشته باشیم، در ابتدا سعی می‌کنیم پاسخی صحیح به دو سؤال مطرح شده فوق بدهیم.
در زبان فارسی این کوه دَماوَند Damavand تلفظ می‌شود و معانی آن با توصیفات فوق؛ ظرف گرما، دارنده کولاک و بوران، دارنده دود و بخار و در نهایت مکان دما و بخار معنی می‌شود.
توجه به این نکته ضروری است که با توجه به اینکه این کوه در شمال ایران قرار گرفته تلفظ مردمان شمالی ایران می‌تواند راهگشا باشد و از طرفی معنی دماوند ممکن است به زبان‌های زیرین و ماقبل پارسی برگردد.
اما نکته اینجاست که زبان مازندرانی و گیلانی در زبان فارسی مخلوط شده‌اند و معنی آن را به سختی بتوان یافت. بدین منظور به یاداشت‌های قبلی برمی‌گردیم، جایی که جغرافی‌دان و تاریخ‌شناس عهد اسکندر و اشکانیان، استرابو و اراستوسن، اقوام ساکن در کرانه‌های جنوبی دریای کاسپین را نام می‌برند، بیشتر این اقوام در شمال ایران (اسرم هیرکانی، تَپیری، کاسپی، کادوسی و آماردی) و هندوستان (دسته‌ای از کاسپی‌ها) تحت تأثیر زبان و فرهنگ این دو کشور قرار دارند. تنها قوم آلبانی باقی می‌ماند که ممکن است ریشه زبانی خود را در این رابطه حفظ کرده باشد. چنان‌که به نظر می‌رسد Demavend از دو بخشDema و vend تشکیل شده است. جالب اینجاست که هر دوی این کلمات در زبان آلبانی معنی دارند و معانی ان بدین شرح است: Dema به معنی گاو نر یا همان برج گاو نر (Taurus) و کلمه vend به معنی جایگاه و مکان و کشور می‌باشد. به این ترتیب Demavend می‌تواند به معنی جایگاه یا سرزمین گاو نر نیز باشد.
حال با این یافته‌ها، نگاهی مجدد به معانی و تلفظ این کوه در زبان ایرانی می‌اندازیم، واژه vend در Demavend در زبان فارسی vand بیان شده است، جالب آنکه یکی از معانی این کلمه در زبان برخی اقوام ایرانی و همچنین در شمال ایران به معنی مکان و جایگاه است. از طرف دیگر کلمات dema و dama در واژگان شناخته شده زبان ایرانی موجود نمی‌باشد. جالب اینجاست که dam (دام) در زبان ایرانی و لفظ ma (ما) در زبان مازندرانی، به معنی گله گاو و گوسفند می‌باشد که به معنی کلمه dama نزدیک است.

#### دماوند و طبرستان و کوه برآمده در میان کوهستان
همچنین دماوند از یک معنی و برداشت دیگر نیز با آن معنی از طبرستان و طبر که کوه معنی می‌دهد، می‌تواند مرتبط باشد.
اگر فرض کنیم نام باوَند Bavand تلفظ دیگری هم داشته باشد، آنچه می‌تواند باشد. وَند vand نحوه گویشی است که بیشتر در منطقه زاگرس رواج داشته است. اما نام باوند منسوب به باو دانسته شده و نه با که با وند، باوند شود. باوند را در زبان‌های دیگر هند و آریایی با همین نوشتار فارسی به صورت باوند bound می‌یابیم. از معانی این صورت نوشتاری، معنی سرحد و مرز و کران دانسته می‌شود؛ و بنابراین اگر همه آنچه گفته‌ایم درست باشد، باوند لقب مرزداران است که البته از زمان کیوس که آن‌هم شاید لقب قومیتی نیز باشد، مرزداران طبرستان و سرحد شمالی بوده‌اند.
نام باوند با دماوند همواره مرتبط بوده است. چنان‌که از نام‌های این کوه، در کنار نام دماوند، نام دنباوند بوده است که در کتب مورخین بدان اشاره شده است.
حال اگر از همین صورت نوشتاری برای دماوند Demavand نیز استفاده کنیم، چه حاصلی خواهد داشت. در صورت نوشتاری هند و آریایی جدید، معانی ذیل جلب توجه می‌کند.
(De mound(the mound/de mound به معنی تپه و برآمدگی و اگر جابجایی حرف د و ت را در میان زبان‌ها و گویش‌ها در نظر بگیریم، چنان‌که در برخی از اسم‌های مشترک مرسوم است (البته این تغییر و جابجایی در حروف، عام نیست، و متناسب با نوع قومیت و آواهای نژادی و .. مکانیزم خاص خود را دارد)، خواهیم داشت.
(De mount(the mount که به معنی کوه و جایگاه رفیع و بلند خواهد بود، و این همان معنی است که از طبر نیز حاصل گردیده بود.
نگارنده در این فصل، تعابیر و معانی مختلف از طبرستان و نام‌های مشهور مرتبط با این خطه تاریخی را بیان نموده است، لیکن از یک واژه، متناسب با کاربردهای آن، یا برداشت‌ها و نگاه‌های مختلف آن قوم، یا اقوام دیگر در تعامل با آنها، معانی متفاوتی برداشت می‌شود. همچنین، هیچ‌کدام از این برداشت‌ها را نمی‌توان رد نمود و البته به‌طور قطعی هم نمی‌توان پذیرفت. لیکن درست‌ترین و نزدیک‌ترین برداشت‌ها از نظر نگارنده بوده‌اند.

## تغییر نام طبرستان به مازندران
برخی ریشه نام مازندران را آمیخته‌ای از ماز به معنی بزرگ و نیز میانه، ایندیرا و آن پس وند مکان دانسته‌اند و در نتیجه عبارت «مازیندیران» را به معنی جایگاه دیو بزرگ، ایندیرا می‌دانند. گواه آن را هم شاهنامه دانسته‌اند که در آن از مازندران به عنوان جایگاه دیو سفید نام برده است و نیز ایندیرا را کوهی دانسته است در میانه این سرزمین. بر پایه همین موضوع ملک الشعراء بهار بیت زیر را سروده است:
| ای دیو سپید پای در بند!  |  | ای گنبد گیتی! ای دماوند!  |
| از سیم به سر یکی کله‌خود  |  | زآهن به میان یکی کمربند   |
| تا چشم بشر نبیندت روی    |  | بنهفته به ابر، چهر دلبند  |
| با شیر سپهر بسته پیمان   |  | با اختر سعد کرده پیوند    |
| چون گشت زمین ز جور گردون |  | سرد و سیه و خموش و آوند   |
| بنواخت ز خشم بر فلک مشت  |  | آن مشت تویی تو ای دماوند! |
| تو مشت درشت روزگاری      |  | از گردش قرنها پس افکند    |
| ای مشت زمین! بر آسمان شو |  | بر ری بنواز ضربتی چند     |
| نی نی، تو نه مشت روزگاری |  | ای کوه! نیم ز گفته خرسند  |
| تو قلب فسردهٔ زمینی       |  | از درد ورم نموده یک چند   |
| شو منفجر ای دل زمانه!    |  | وآن آتش خود نهفته مپسند   |
| خامش منشین، سخن همی گوی  |  | افسرده مباش، خوش همی خند  |
| ای مادر سر سپید! بشنو    |  | این پند سیاه بخت فرزند    |
| بگرای چو اژدهای گرزه     |  | بخروش چو شرزه شیر ارغند   |

نام کهن و اصلی مازندران طبرستان است که در واقع تپورستان بوده و علت نامگذاری آن وجود قوم؛ البی که در آن وجود دارد به نام قوم تپور می‌باشد که از شهر بابل تا شهر گرگان امتداد دارد و مرکز آن‌ها اسرم (در منابع یونانی زادراکارتا) بود. از اقوام دیگر مازندران قوم آمارد است که مرکز آن آمل و از آمل تا تنکابن و قوم کادوس از تنکابن تا رامسر هستند.
برخی نام مازندران را به شکل ماز + اندر + آن می‌دانند. ماز در زبان مازندرانی به زنبور عسل گفته می‌شود و کسانی که این ریشه یابی را پذیرفته‌اند معنای مازندران را «جایی که زنبورعسل در آن هست» می‌دانند.
به باوری دیگر، نام مازندران برگرفته از کوه ماز است. پس مازندران سرزمینی است که کوه ماز در آن جای دارد (ماز+اندر+آن). رشته کوه ماز در جنوب مازندران، در راستای غرب به جنوب شرق کشیده شده است. رشته کوه ماز که امروزه بیشتر با نام دوبرار شهرت دارد در جنوب دشت لار و پلور است و تا فیروزکوه پیش می‌رود. مردم دماوند هنوز به این کوه بلند که در شمال شهر دماوند امتداد یافته، ماز می‌گویند. از سوی دیگر نام دیگر قله دوبرار شرقی در نزدیکی روستای لاسم و در میان خط‌الرأس دوبرار که قله‌های بلندی مانند انگمار، سیاه کمر در آن دیده می‌شود، ماز است. منوچهری دامغانی (قرن پنجم) واژه «ماز» را به همراه مازندران در یک بیت می‌آورد:
| برآمد یکی ابر مازندران |  | چو مار شکنجی و و ماز اندر آن |

می‌دانیم منوچهری دامغانی سراینده زبردستی در ترسیم طبیعت در سروده‌های خود بوده و همچنین سال‌ها در مازندران زیسته است. «ماز» در اینجا همان کوه ماز است که ابرها چون ماری به خود پیچیده، آن کوه را دربر گرفته‌اند. گروهی، ماز را پیچ و خم می‌دانند، ولی واژه «شکنج» در «مار شکنجی» همان پیچ و خم است و آوردن واژه‌ای دیگر (که ماز باشد) به معنی پیچ و خم در اینجا، درست نمی‌نماید.
عده‌ای نیز به این دلیل که سابقاً این سرزمین مملو از گوزن بوده و مازن نیز به معنای گوزن بوده و از طرفی دران را نیز به معنای درندگان می‌باشد اینطور استنباط کرده‌اند که دران به معنای درنده کنایه از ببر مازندران است و چون این سرزمین در گذشته مملو گوزن و ببر بوده مردم آن سرزمین را به این نام خواندند.
مازندران کنونی در درازای تاریخ، شاهد وقایع و اتفاقات فراوان سیاسی، اجتماعی و فرهنگی بوده است. در اهمیت سرگذشت وقایع تاریخی این استان، کافی است که گفته شود هیچ‌یک از مناطق ایران به اندازه این سرزمین، شاهد رویدادهای تاریخی نبوده است.
به همین سبب است که نویسندگان و مورخان ایرانی و خارجی، فراز و نشیب‌های تاریخی این سرزمین را در کتاب‌هایی به رشته تحریر درآورده‌اند. از آثار نویسندگان روسی دربارهٔ مازندران، تاریخ مازندران و استرآباد تألیف رابینو، و از آثار نویسندگان مازندرانی، تاریخ طبرستان و رویان و مازندران تألیف میر ظهیرالدین مرعشی، و از آثار نویسندگان ایرانی، تاریخ طبرستان به کوشش اردشیر برزگر و مازندران از قدیم‌ترین ایام تا به امروز، نوشته دکتر محمد مشکور را می‌توان نام برد. اما این که نام مازندران از چه زمانی در این سرزمین متداول شد اختلاف نظر وجود دارد. بعضی از مورخان معتقدند از زمان ابن اسفندیار و یاقوت، به جای اسرم هیرکانیا کلمه مازندران بکار برده شده است عده‌ای هم تاریخ بکارگیری واژهٔ مازندران را از سده چهارم هجری قمری به بعد می‌دانند.

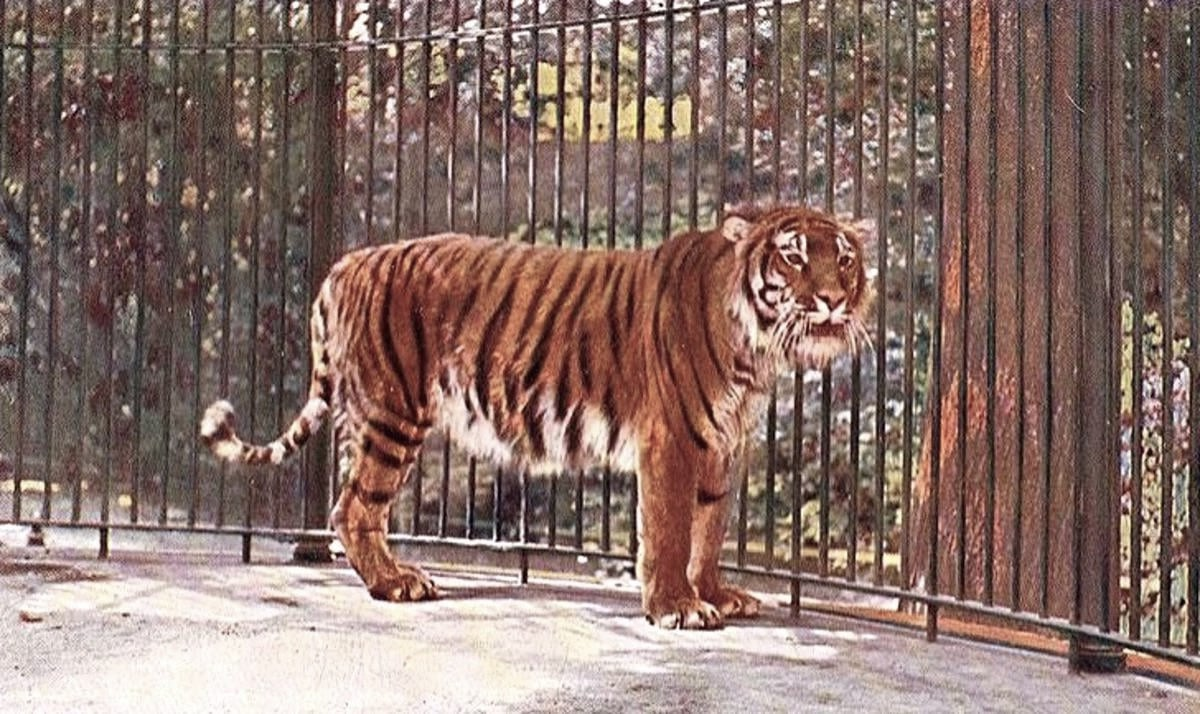
ببر مازندران

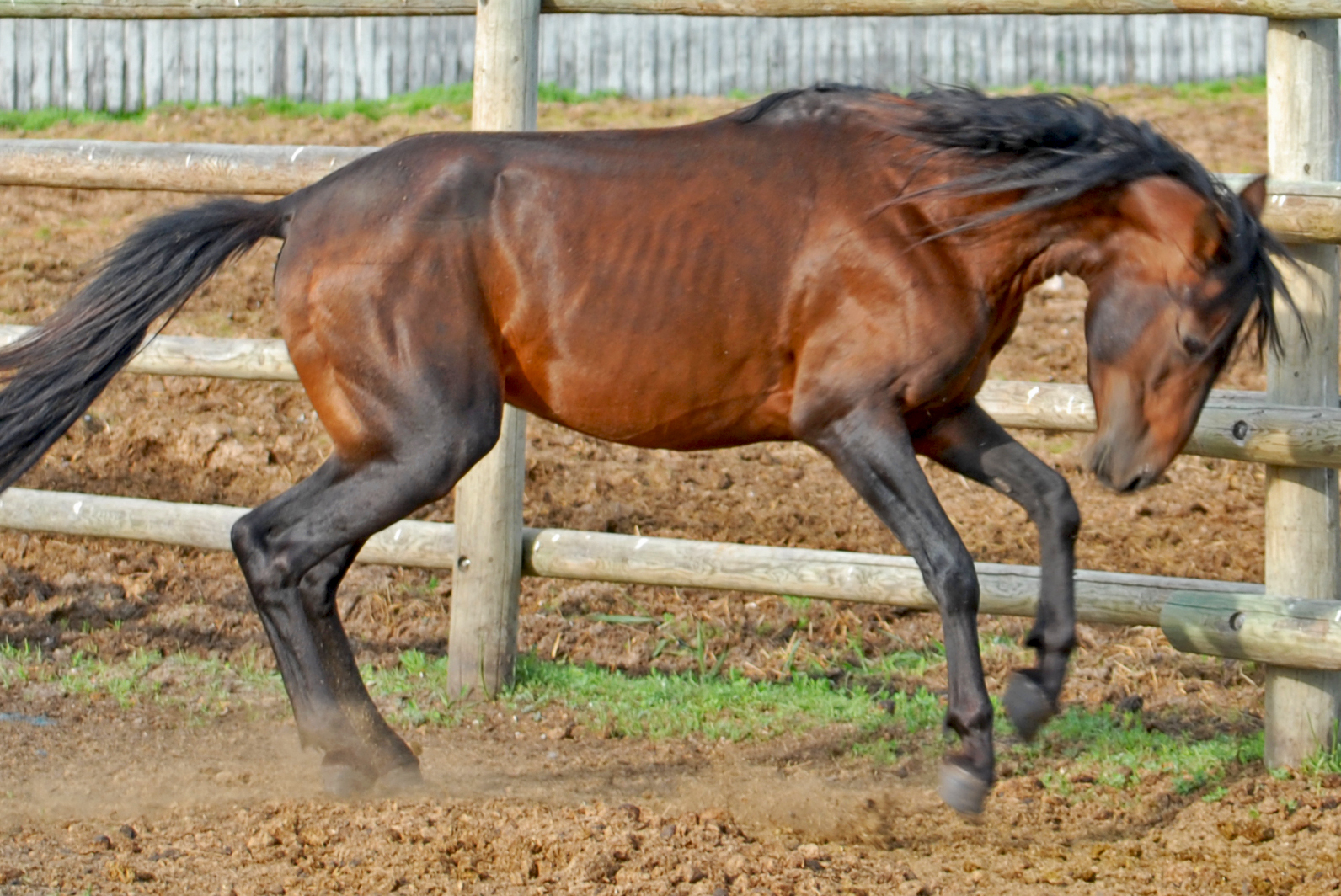
اسب کاسپین

| چنین گفت کز شهر مازندران     |  | یکی خوشنوازم ز رامشگران      |
| اگر در خورم بندگی شاه را     |  | گشاید بر تخت او راه را       |
| برفت از بر پرده سالار بار    |  | خرامان بیامد بر شهریار       |
| بگفتا که رامشگری بر درست     |  | ابا بربط و نغز رامشگرست      |
| بفرمود تا پیش او خواندند     |  | بر رود سازانش بنشاندند       |
| به بربط چو بایست بر ساخت رود |  | برآورد مازندرانی سرود        |
| که مازندران شهر ما یاد باد   |  | همیشه بر و بومش آباد باد     |
| که در بوستانش همیشه گلست     |  | به کوه اندرون لاله و سنبلست  |
| هوا خوشگوار و زمین پرنگار    |  | نه گرم و نه سرد و همیشه بهار |
| نوازنده بلبل به باغ اندرون   |  | گرازنده آهو به راغ اندرون    |
| همیشه بیاساید از خفت و خوی   |  | همه ساله هرجای رنگست و بوی   |
| گلابست گویی به جویش روان     |  | همی شاد گردد ز بویش روان     |
| دی و بهمن و آذر و فرودین     |  | همیشه پر از لاله بینی زمین   |
| همه ساله خندان لب جویبار     |  | به هر جای باز شکاری به کار   |
| سراسر همه کشور آراسته        |  | ز دیبا و دینار وز خواسته     |
| بتان پرستنده با تاج زر       |  | همه نامداران به زرین کمر     |